# Qu'est-ce qu'on attend
Ne doit pas être confondu avec Le Feu (EP).
Singles de Suprême NTM
NTM Live
(8 décembre 1995) Come Again 2 - Le retour
(2 juillet 1996)
Pistes de Paris sous les bombes
Come Again (pour que ça sonne funk) Nouvelle école
Qu'est-ce qu'on attend est un single du groupe Suprême NTM sorti le 22 février 1996.

## Contenu
Le titre est produit par LG Experience et le remix par DJ Clyde et DJ Max d'Hypnotik Productions. L'Américain Gregg Mann a réalisé le mixage avec l'ingénieur du son Volodia. Le titre figure sur le troisième album du groupe, Paris sous les bombes sorti le 28 mars 1995.
La maison de disque Sony Music Entertainment souhaitait ne pas faire paraitre ce titre aux paroles controversées.
Il fait l'objet de critiques des autorités lors de son interprétation au festival Rock à Paris, au Parc des Princes le 14 juin 1997:

« Durant sa prestation pugnace et ramassée (en une petite demi-heure primesautière), NTM avait notamment introduit
« Qu’est-ce qu’on attend pour foutre le feu ? » par des majeurs obligeamment tendus agrémentés d’un : “Le FN on le nique, Jean-
Marie on le nique, la police on la nique” qui n’est manifestement pas tombé dans l’oreille de sourds. De fait, dès le lendemain deux syndicats de police, Alliance et le SGP-CUP s’insurgeaient contre de tels propos, envisageaient de déposer plainte et invitaient Jean-Pierre Chevènement, fraîchement promu ministre de l’Intérieur, à réagir. Guy Tessier, un député UDF-PR des Bouches-du-Rhône, embrayait en parlant “d’un acte grave d’appel à la rébellion contre l’autorité publique »

L’affaire en reste là mais la version radio est agrémentée de « bips » pour ne pas choquer l’auditeur sur certains propos comme: « Brûle l’état policier en premier et / Envoie la république brûler au même bûcher » et « Allons à l’Élysée, brûler les vieux / Et les vieilles, faut bien qu’un jour ils paient ». 
Certains hommes politiques français remettent en cause dix ans plus tard en 2005 ce morceau comme étant un déclencheur des émeutes en banlieue.

## Pochette
La pochette représente une photographie de Laure Maud prise sans flash lors d'un concert du groupe au Zénith de Paris.

## Clip
Le clip de la chanson Qu'est-ce qu'on attend est réalisé par Seb Janiak. Il s'inscrit dans un récit qui inclut aussi les clips de Tout n'est pas si facile et La Fièvre, soit un long-form. Démarrant sur des images d’archives d’un spot promotionnel vantant les mérites des barres de logements à Mantes-la-Jolie, le Suprême NTM est ensuite filmé dans un hangar face à une caméra 35 mm accrochée à des élastiques et munie de poignées.

## Liste des titres
- Qu'est-ce Qu'on Attend (Radio Edit)
- Qu'est-ce Qu'on Attend (Free Mix)

S'ajoutent aux titres précédents les titres suivants uniquement sur l'une des éditions du CD et le format disque 33 tours:
- Qu'est-ce Qu'on Attend (Remix)
- Qu'est-ce Qu'on Attend (Live Zénith)